# Simon Says - Gioca o muori!
Simon Says - Gioca o muori! (Simon Says) è un film horror-thriller del 2006 diretto da William Dear.
In Italia il film venne pubblicato nel 2007 in formato direct-to-video.

## Trama
Un gruppo di giovani campeggiatori decide di passare un fine settimana tra i boschi, ma si smarriscono. Finiscono nelle mani di due gemelli, Simon e Stanley (Crispin Glover), mentalmente disturbati che li coinvolgono in un gioco mostruoso e perverso. L'unica via d'uscita è la violenza senza esitare...